# Charles Bigelow
Charles Bigelow (Detroit, Michigan, 29 de juliol del 1945) és un historiador, professor i dissenyador. Va rebre el premi MacArthur Fellowship el 1982.
Juntament amb Kris Holmes, és el cocreador de les famílies de fonts tipogràfiques Lluïda i Wingdings, que s'utilitzen sobretot pels productes d'Apple.
De 1982 a 1997 va ser professor de tipografia a la Universitat Stanford. Va presidir el comitè de recerca i l'ensenyament de l'Association Typographique Internationale (Associació Internacional tipogràfica), i com a tal va organitzar el primer seminari sobre la tipografia digital titulat The Computer and the Hand in Type Design (L'ordinador i el treball en el tipus de disseny), que es va dur a terme a Stanford el 1983.

## Caràcters
Bigelow va dissenyar o participar en la creació de les següents fonts:
- Leviathan
- Syntax Phonetic
- Luïda
- Lucida Grande
- Apple Chicago TrueType
- Apple Geneva TrueType
- Apple Monaco TrueType
- Apple New York TrueType
- Wingdings

## Publicacions
- The design of a Unicode font
- Notes on Apple 4 Fonts